# Psammophis
Psammophis es un género de serpientes venenosas de la familia Lamprophiidae.

## Descripción
De 10 a 13 dientes maxilares, 1 o 2 centrales más grandes y en forma de colmillo. Los dientes mandibulares anteriores grandes, los posterriores pequeños. Cabeza alargada y cuello diferenciado. Ojos grandes con pupila redonda. Cuerpo alargado y cilíndrico con 15-17 líneas de escamas suaves. Cola larga con escamas subcaudales en dos filas.

## Distribución
Las especies que actualmente se conocen se distribuyen por África y la mitad sur de Asia. Habitan arenales pero también matorral bajo. Se alimentan principalmente de reptiles.

## Especies
Se reconocen las 35 especies siguientes:
- Psammophis aegyptius Marx, 1958.
- Psammophis angolensis (Bocage, 1872).
- Psammophis ansorgii Boulenger, 1905.
- Psammophis biseriatus Peters, 1881.
- Psammophis brevirostris Peters, 1881.
- Psammophis condanarus (Merrem, 1820).
- Psammophis cornusafricae Šmíd, Fernández, Elmi & Mazuch, 2023.[3]
- Psammophis crucifer (Daudin, 1803).
- Psammophis elegans (Shaw, 1802).
- Psammophis indochinensis Smith, 1943.
- Psammophis jallae Peracca, 1896.
- Psammophis leightoni Boulenger, 1902.
- Psammophis leithii Günther, 1869.
- Psammophis leopardinus Bocage, 1887.
- Psammophis lineatus (Duméril, Bibron & Duméril, 1854).
- Psammophis lineolatus (Brandt, 1838).
- Psammophis longifrons Boulenger, 1896.
- Psammophis mossambicus Peters, 1882.
- Psammophis namibensis Broadley, 1975.
- Psammophis notostictus Peters, 1867.
- Psammophis occidentalis Werner, 1919.
- Psammophis orientalis Broadley, 1977.
- Psammophis phillipsi (Hallowell, 1844).
- Psammophis praeornatus (Schlegel, 1837).
- Psammophis pulcher Boulenger, 1895.
- Psammophis punctulatus Duméril, Bibron & Duméril, 1854.
- Psammophis rukwae Broadley, 1966.
- Psammophis schokari (Forskal, 1775).
- Psammophis sibilans (Linnaeus, 1758).
- Psammophis subtaeniatus Peters, 1882.
- Psammophis sudanensis Werner, 1919.
- Psammophis tanganicus Loveridge, 1940.
- Psammophis trigrammus Günther, 1865.
- Psammophis trinasalis Werner, 1902.
- Psammophis zambiensis Hughes, 2002.